# Hội nghị Bandung

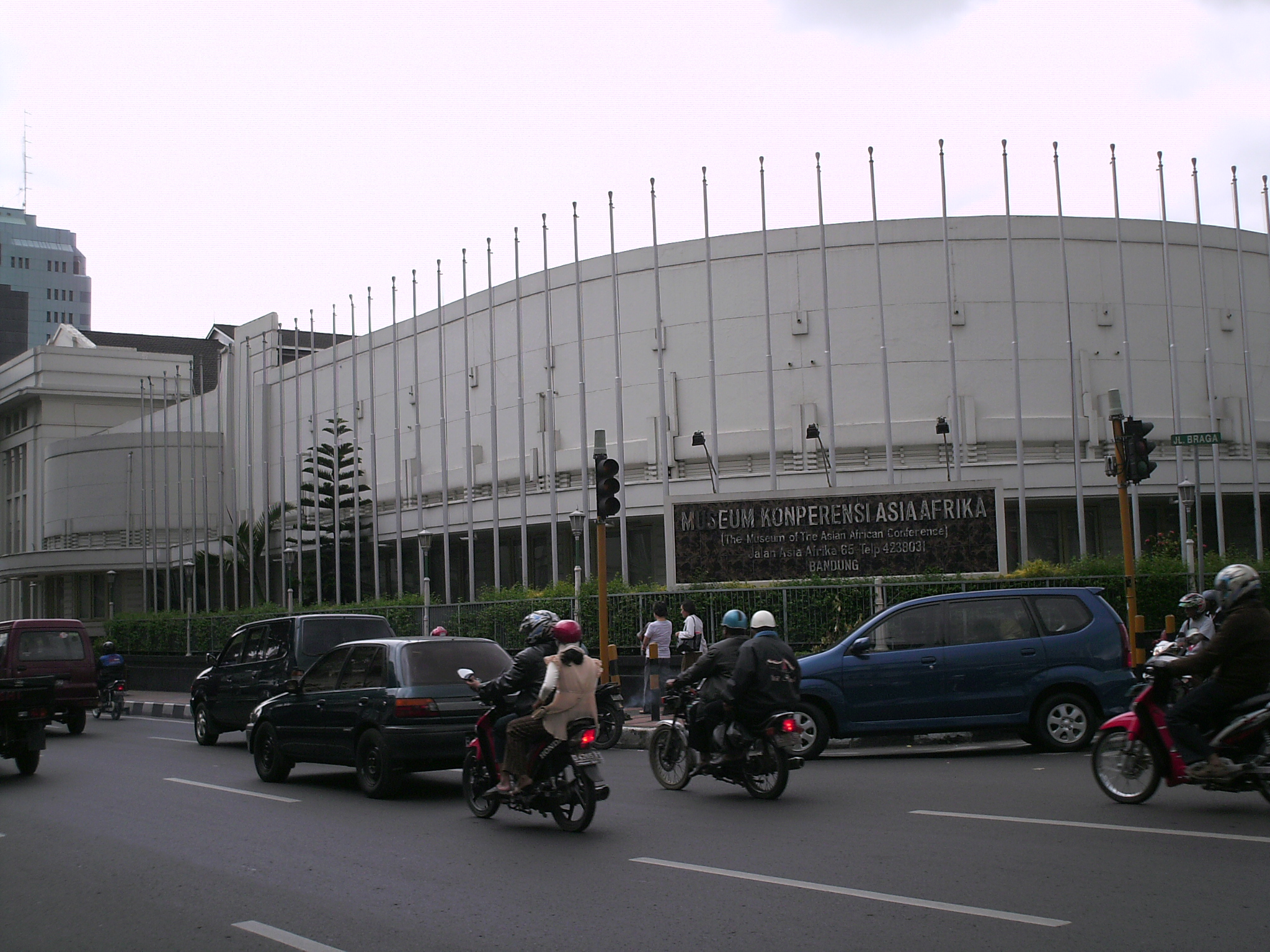
Toà nhà năm 2007. Bây giờ là bảo tàng Hội nghị.

Hội nghị Á-Phi hay còn gọi là hội nghị Bandung ( tiếng Indonesia:  là cuộc gặp gỡ quy mô )lớn đầu tiên của các nước châu Á và châu Phi, diễn ra từ 18–24 tháng tư, 1955 tại Bandung, Indonesia. Khi đó phần lớn là những nước này mới giành được độc lập. Hai mươi chín quốc gia tham dự hội nghị có tổng cộng 1,5tỉ người và chiếm diện  tích một phần tư bề mặt Trái Đất. Hội nghị được khởi . Hội nghị được tổ chức  bởi Indonesia, Miến Điện, Pakistan, Ceylon (Sri Lanka), và Ấn Độ và được điều phối bởi Ruslan Abdulgani , tổng thư ký Bộ Ngoại giao Cộng Hòa Indonesia

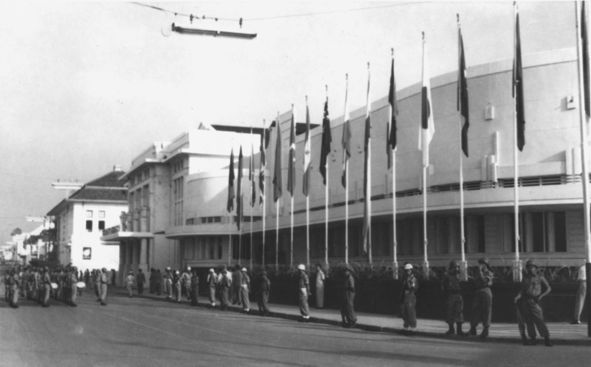
Hội nghị thứ nhất năm 1955.

Các mục tiêu đã được tuyên bố ở hội nghị là thúc đẩy kinh tế và hợp tác văn hóa Á-Phi; chống lại chủ nghĩa thực dân kể cả chủ nghĩa thực dân mới. Hội nghị này là một bước tiến quan trọng dẫn đến Phong trào không liên kết.
Năm 2005, vào dịp kỷ niệm 50 năm hội nghị ban đầu, các nhà lãnh đạo từ các nước châu Á và châu Phi đã họp tại Jakarta và Bandung để khởi động mối Quan hệ đối tác chiến lược châu Á-châu Phi mới (NAASP). Họ cam kết thúc đẩy hợp tác chính trị, kinh tế và văn hóa giữa hai châu lục.

## Lịch sử
Tổng thống Indonesia Sukarno và Thủ tướng Ấn Độ Jawaharlal Nehru là những người tổ chức chủ chốt trong hội nghị này trong nỗ lực xây dựng một phong trào không liên kết có thể giành được sự ủng hộ đối với các quốc gia mới nổi ở Châu Á và Châu Phi. Nehru lần đầu tiên nảy ra ý tưởng này tại Hội nghị quan hệ Châu Á được tổ chức tại Ấn Độ vào tháng 3 năm 1947, tức là đêm trước ngày Ấn Độ tuyên bố độc lập. 

## Các nước tham gia

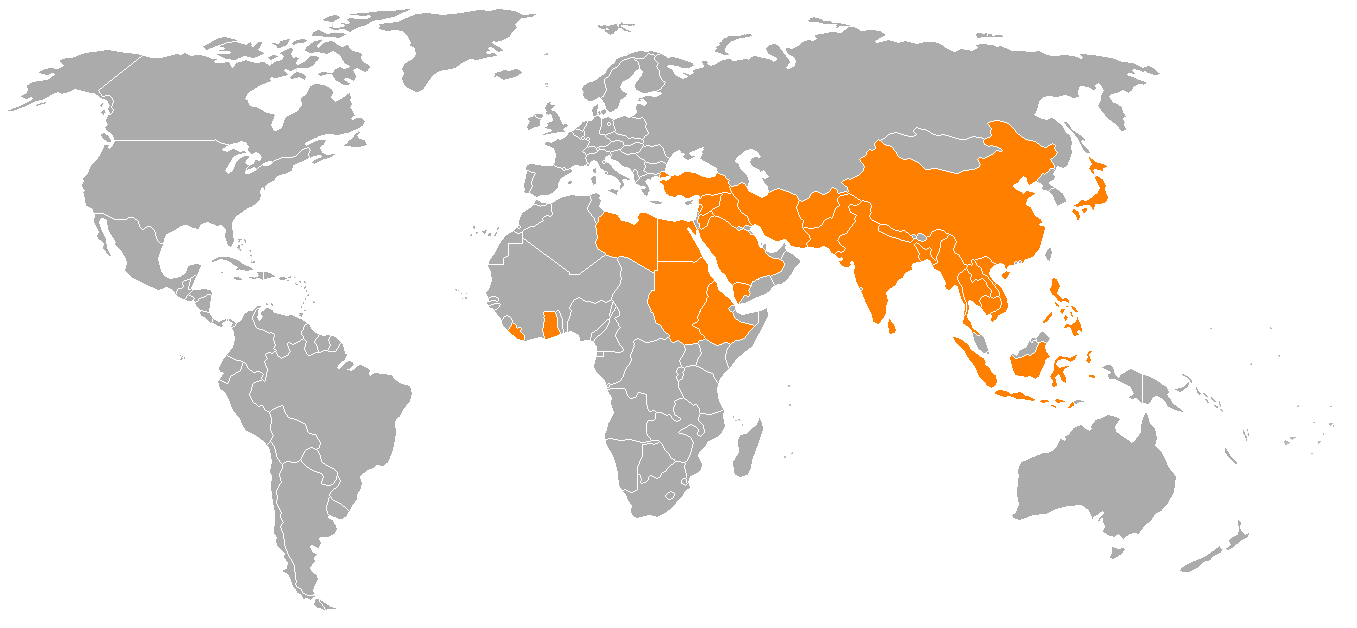
Các quốc gia tham dự Hội nghị Bandung, Indonesia năm 1955. Có 29 quốc gia giành độc lập, tương đương với một nửa dân số toàn cầu khi đó tham dự. Trong đó Việt Nam tham dự với tư cách 2 miền: Bắc Việt Nam và Nam Việt Nam.

Các quốc gia thành viên của Phong trào không liên kết (2007). Các nước có màu xanh nhạt là quan sát viên.

- Afghanistan
- Miến Điện
- Campuchia
- Ceylon
- Cộng hòa Nhân dân Trung Hoa
- Cộng hòa Síp 1
- Ai Cập
- Ethiopia
- Ấn Độ
- Indonesia
- Iran
- Iraq
- Nhật Bản
- Jordan
- Lào
- Liban
- Liberia
- Libya
- Nepal
- Pakistan
- Philippines
- Ả Rập Xê Út
- Syria
- Sudan
- Thái Lan
- Thổ Nhĩ Kỳ
- Việt Nam Dân chủ Cộng hòa
- Việt Nam Cộng Hòa
- Vương quốc Mutawakkilite Yemen